# 拉戈斯
拉戈斯（法語：Lagos，法語發音：[laɡɔs]）是法国大西洋比利牛斯省的一个市镇，属于波城区。

## 地理
拉戈斯（43°12'31"N, 0°13'29"W）面积4.46 平方千米，位于法国新阿基坦大区大西洋比利牛斯省，该省份为法国东南部省份，涵盖了贝阿恩与北巴斯克，西临大西洋比斯開灣，北至朗德省，东北接热尔省，东临上比利牛斯省，南与西班牙接壤。
与拉戈斯接壤的市镇（或旧市镇、城区）包括：博德雷克斯、伯斯特、博代尔、吕加里耶、米尔佩克斯。
拉戈斯的时区为UTC+01:00、UTC+02:00（夏令时）。

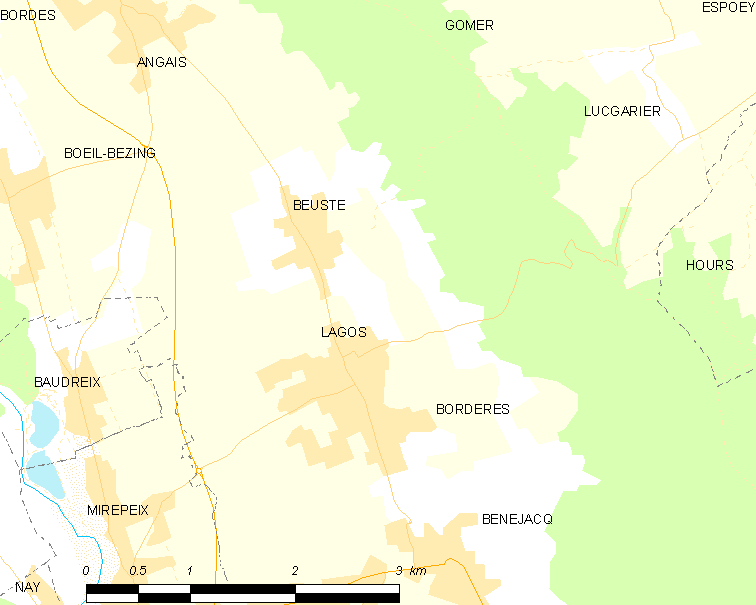
拉戈斯的OSM定位图

## 行政
拉戈斯的邮政编码为64800，INSEE市镇编码为64302。

## 政治
拉戈斯所属的省级选区为乌斯河与拉关河河谷县。

## 人口

1962-2008年间拉戈斯人口变化图示

拉戈斯于2022年1月1日时的人口数量为468人。